# Neige
Neige je francouzský hraný film z roku 1981, který režírovali Jean-Henri Roger a Juliet Berto podle vlastního scénáře. Snímek měl světovou premiéru na filmovém festivalu v Cannes dne 17. května 1981.

## Děj
Film sleduje osudy několika lidí žijících na počátku 80. let v pařížské čtvrti Pigalle. Barmanka Anita. Partor Jocko, taxikář Vallès, drogový dealer Bobby nebo transvestita Betty.

## Obsazení
| Juliet Berto           | Anita                      |
| Jean-François Stévenin | Willy                      |
| Robert Liensol         | Jocko                      |
| Patrick Chesnais       | policejní inspektor        |
| Jean-François Balmer   | policejní inspektor        |
| Ras Paul I Nephtali    | Bobby                      |
| Nini Crépon            | Betty                      |
| Paul Le Person         | Bruno Vallès               |
| Anna Prucnal           | Wanda Vallès               |
| Frédérique Jamet       | Annie, dcera Bruna a Wandy |
| Raymond Bussières      | Menendez                   |
| Michel Berto           | slepec                     |
| Eddie Constantine      | Pierrot, klinet v baru     |
| Bernard Lavilliers     | Franco                     |

## Ocenění
- Filmový festival v Cannes: Prix du jeune cinéma
- César: nominace na nejlepší filmový debut (Jean-Henri Roger a Juliet Berto)